# Top 14
Top 14 är den officiella högsta ligan i Frankrike för rugby union. Ligan, som består av 14 lag, grundades år 1892 som Championnat de France de rugby och är Europas äldsta nationella rugbyliga. Stade Toulousain från Toulouse har vunnit ligan 21 gånger, vilket gör dem till det mest framgångsrika laget i Top 14. De åtta högst placerade lagen i ligan kvalificerar sig för European Rugby Champions Cup (tidigare Heineken Cup), rugbyns motsvarighet till fotbollens UEFA Champions League; sedan den första finalen 1996 har franska lag vunnit Champions Cup tio gånger.

## Lag
Lag under säsongen 2022/2023 i Top 14:[Uppdatering behövs]
| Lag                    | Ort                | Stadium                               | Kapacitet     |
| ---------------------- | ------------------ | ------------------------------------- | ------------- |
| Aviron Bayonnais       | Bayonne            | Stade Jean Dauger                     | 16 394        |
| Union Bordeaux Bègles  | Bordeaux           | Stade Chaban-Delmas                   | 34 694        |
| CA Brive               | Brive-la-Gaillarde | Stade Amédée-Domenech                 | 16 000        |
| Castres Olympique      | Castres            | Stade Pierre-Fabre                    | 12 500        |
| ASM Clermont Auvergne  | Clermont-Ferrand   | Stade Marcel-Michelin                 | 19 022        |
| Lyon OU                | Lyon               | Stade de Gerland                      | 35 029        |
| Montpellier Hérault RC | Montpellier        | Altrad Stadium                        | 15 697        |
| USA Perpignan          | Perpignan          | Stade Aimé Giral                      | 14 593        |
| Racing Métro 92        | Paris              | U Arena                               | 32 000        |
| Stade Français         | Paris              | Stade Jean-Bouin                      | 15 500        |
| Section Paloise        | Pau                | Stade du Hameau                       | 18 324        |
| Stade Rochelais        | La Rochelle        | Stade Marcel-Deflandre                | 16 000        |
| RC Toulonnais          | Toulon             | Stade Mayol                           | 18 200        |
| Stade Toulousain       | Toulouse           | Stade Ernest-Wallon Stadium Municipal | 19 500 35 472 |

## Mästare
I tabellen visas det lag som vunnit mästerskapet per år samt det lag som förlorat finalen.
| År             | Mästare                                                                                 | Resultat                                                                                | Finalmotståndare                                                                        | Plats                                                                                   | Åskådare                                                                                |
| 20 mars 1892   | Racing Club de France                                                                   | 4-3                                                                                     | Stade Français                                                                          | Bagatelle, Paris                                                                        | 2,000                                                                                   |
| 19 maj 1893    | Stade Français                                                                          | 7-3                                                                                     | Racing Club de France                                                                   | Bécon-les-Bruyères                                                                      | 1,200                                                                                   |
| 18 mars 1894   | Stade Français                                                                          | 18-0                                                                                    | Inter NOS                                                                               | Bécon-les-Bruyères                                                                      | 1,500                                                                                   |
| 17 mars 1895   | Stade Français                                                                          | 16-0                                                                                    | Olympique de Paris                                                                      | Stade Vélodrome, Courbevoie                                                             | ...                                                                                     |
| April 5, 1896  | Olympique de Paris                                                                      | 12-0                                                                                    | Stade Français                                                                          | Vélodrome, Courbevoie                                                                   | ...                                                                                     |
| 1897           | Stade Français                                                                          |                                                                                         | Olympique de Paris                                                                      | ...                                                                                     |                                                                                         |
| 1898           | Racing Club de France                                                                   |                                                                                         | Stade Français                                                                          | ...                                                                                     |                                                                                         |
| April 30, 1899 | Stade Bordelais                                                                         | 5-3                                                                                     | Stade Français                                                                          | Route du Médoc, Le Bouscat (Bordeaux                                                    | 3,000                                                                                   |
| April 22, 1900 | Racing Club de France                                                                   | 37-3                                                                                    | Stade Bordelais                                                                         | Levallois-Perret                                                                        | 1,500                                                                                   |
| 31 mars 1901   | Stade Français                                                                          | 0-3                                                                                     | Stade Bordelais                                                                         | Route du Médoc, Le Bouscat (Bordeaux)                                                   | ...                                                                                     |
| 23 mars 1902   | Racing Club de France                                                                   | 6-0                                                                                     | Stade Bordelais                                                                         | Parc des Princes, Paris                                                                 | 1,000                                                                                   |
| April 26, 1903 | Stade Français                                                                          | 16-8                                                                                    | SOE Toulouse                                                                            | Prairie des Filtres, Toulouse                                                           | 5,000                                                                                   |
| 27 mars 1904   | Stade Bordelais                                                                         | 3-0                                                                                     | Stade Français                                                                          | La Faisanderie, Saint-Cloud                                                             | 2,000                                                                                   |
| April 16, 1905 | Stade Bordelais                                                                         | 12-3                                                                                    | Stade Français                                                                          | Route du Médoc, Le Bouscat (Bordeaux)                                                   | 6,000                                                                                   |
| April 8, 1906  | Stade Bordelais                                                                         | 9-0                                                                                     | Stade Français                                                                          | Parc des Princes, Paris                                                                 | 4,000                                                                                   |
| 24 mars 1907   | Stade Bordelais                                                                         | 14-3                                                                                    | Stade Français                                                                          | Route du Médoc, Le Bouscat (Bordeaux)                                                   | 12,000                                                                                  |
| April 5, 1908  | Stade Français                                                                          | 16-3                                                                                    | Stade Bordelais                                                                         | Stade Yves-du-Manoir, Colombes                                                          | 10,000                                                                                  |
| April 4, 1909  | Stade Bordelais                                                                         | 17-0                                                                                    | Stade Toulousain                                                                        | Stade des Ponts Jumeaux, Toulouse                                                       | 15,000                                                                                  |
| April 17, 1910 | FC Lyon                                                                                 | 13-8                                                                                    | Stade Bordelais                                                                         | Parc des Princes, Paris                                                                 | 8,000                                                                                   |
| April 8, 1911  | Stade Bordelais                                                                         | 14-0                                                                                    | SCUF                                                                                    | Route du Médoc, Le Bouscat (Bordeaux)                                                   | 12,000                                                                                  |
| 31 mars 1912   | Stade Toulousain                                                                        | 8-6                                                                                     | Racing Club de France                                                                   | Stade des Ponts Jumeaux, Toulouse                                                       | 15,000                                                                                  |
| April 20, 1913 | Aviron Bayonnais                                                                        | 31-8                                                                                    | SCUF                                                                                    | Stade Yves-du-Manoir, Colombes                                                          | 20,000                                                                                  |
| 3 maj 1914     | USA Perpignan                                                                           | 8-7                                                                                     | Stadoceste Tarbais                                                                      | Stade des Ponts Jumeaux, Toulouse                                                       | 15.000                                                                                  |
| 1915 - 1919    | På grund av Första världskriget spelades Coupe de l'Espérance istället för en hel liga. | På grund av Första världskriget spelades Coupe de l'Espérance istället för en hel liga. | På grund av Första världskriget spelades Coupe de l'Espérance istället för en hel liga. | På grund av Första världskriget spelades Coupe de l'Espérance istället för en hel liga. | På grund av Första världskriget spelades Coupe de l'Espérance istället för en hel liga. |
| April 25, 1920 | Stadoceste Tarbais                                                                      | 8-3                                                                                     | Racing Club de France                                                                   | Route du Médoc, Le Bouscat (Bordeaux)                                                   | 20,000                                                                                  |
| April 17, 1921 | USA Perpignan                                                                           | 5-0                                                                                     | Stade Toulousain                                                                        | Parc des Sports de Sauclières, Béziers                                                  | 20,000                                                                                  |
| April 23, 1922 | Stade Toulousain                                                                        | 6-0                                                                                     | Aviron Bayonnais                                                                        | Route du Médoc, Le Bouscat (Bordeaux)                                                   | 20,000                                                                                  |
| 13 maj 1923    | Stade Toulousain                                                                        | 3-0                                                                                     | Aviron Bayonnais                                                                        | Stade Yves-du-Manoir, Colombes                                                          | 15,000                                                                                  |
| April 27, 1924 | Stade Toulousain                                                                        | 3-0                                                                                     | USA Perpignan                                                                           | Parc Lescure, Bordeaux                                                                  | 20,000                                                                                  |
| 3 maj 1925     | USA Perpignan                                                                           | 5-0                                                                                     | US Carcassonne                                                                          | Maraussan, Narbonne                                                                     | 20,000                                                                                  |
| 2 maj 1926     | Stade Toulousain                                                                        | 11-0                                                                                    | USA Perpignan                                                                           | Parc Lescure, Bordeaux                                                                  | 25,000                                                                                  |
| 29 maj 1927    | Stade Toulousain                                                                        | 19-9                                                                                    | Stade Français                                                                          | Stade des Ponts Jumeaux, Toulouse                                                       | 20,000                                                                                  |
| 6 maj 1928     | Section Paloise                                                                         | 6-4                                                                                     | US Quillan                                                                              | Stade des Ponts Jumeaux, Toulouse                                                       | 20,000                                                                                  |
| 19 maj 1929    | US Quillan                                                                              | 11-8                                                                                    | FC Lézignan                                                                             | Stade des Ponts Jumeaux, Toulouse                                                       | 20,000                                                                                  |
| 18 maj 1930    | SU Agen                                                                                 | 4-0 a.e.t.                                                                              | US Quillan                                                                              | Parc Lescure, Bordeaux                                                                  | 28,000                                                                                  |
| 10 maj 1931    | RC Toulon                                                                               | 6-3                                                                                     | Lyon OU                                                                                 | Parc Lescure, Bordeaux                                                                  | 10,000                                                                                  |
| 5 maj 1932     | Lyon OU                                                                                 | 9-3                                                                                     | RC Narbonne                                                                             | Parc Lescure, Bordeaux                                                                  | 13,000                                                                                  |
| 7 maj 1933     | Lyon OU                                                                                 | 10-3                                                                                    | RC Narbonne                                                                             | Parc Lescure, Bordeaux                                                                  | 15,000                                                                                  |
| 13 maj 1934    | Aviron Bayonnais                                                                        | 13-8                                                                                    | Biarritz Olympique                                                                      | Stade des Ponts Jumeaux, Toulouse                                                       | 18,000                                                                                  |
| 12 maj 1935    | Biarritz Olympique                                                                      | 3-0                                                                                     | USA Perpignan                                                                           | Stade des Ponts Jumeaux, Toulouse                                                       | 23,000                                                                                  |
| 10 maj 1936    | RC Narbonne                                                                             | 6-3                                                                                     | AS Montferrand                                                                          | Stade des Ponts Jumeaux, Toulouse                                                       | 25,000                                                                                  |
| 2 maj 1937     | CS Vienne                                                                               | 13-7                                                                                    | AS Montferrand                                                                          | Stade des Ponts Jumeaux, Toulouse                                                       | 17,000                                                                                  |
| 8 maj 1938     | USA Perpignan                                                                           | 11-6                                                                                    | Biarritz Olympique                                                                      | Stade des Ponts Jumeaux, Toulouse                                                       | 24,600                                                                                  |
| April 30, 1939 | Biarritz Olympique                                                                      | 6-0 a.e.t.                                                                              | USA Perpignan                                                                           | Stade des Ponts Jumeaux, Toulouse                                                       | 23,000                                                                                  |
| 1940 - 1942    | På grund av Andra världskriget spelades inga mästerskap.                                | På grund av Andra världskriget spelades inga mästerskap.                                | På grund av Andra världskriget spelades inga mästerskap.                                | På grund av Andra världskriget spelades inga mästerskap.                                | På grund av Andra världskriget spelades inga mästerskap.                                |
| 21 mars 1943   | Aviron Bayonnais                                                                        | 3-0                                                                                     | SU Agen                                                                                 | Parc des Princes, Paris                                                                 | 28,000                                                                                  |
| 26 mars 1944   | USA Perpignan                                                                           | 20-5                                                                                    | Aviron Bayonnais                                                                        | Parc des Princes, Paris                                                                 | 35,000                                                                                  |
| April 7, 1945  | SU Agen                                                                                 | 7-3                                                                                     | FC Lourdes                                                                              | Parc des Princes, Paris                                                                 | 30,000                                                                                  |
| 24 mars 1946   | Section Paloise                                                                         | 11-0                                                                                    | FC Lourdes                                                                              | Parc des Princes, Paris                                                                 | 30,000                                                                                  |
| April 13, 1947 | Stade Toulousain                                                                        | 10-3                                                                                    | SU Agen                                                                                 | Stade des Ponts Jumeaux, Toulouse                                                       | 25,000                                                                                  |
| April 18, 1948 | FC Lourdes                                                                              | 11-3                                                                                    | RC Toulon                                                                               | Stade des Ponts Jumeaux, Toulouse                                                       | 29,753                                                                                  |
| 22 maj 1949    | Castres Olympique                                                                       | 14-3                                                                                    | Stade Montois                                                                           | Stade des Ponts Jumeaux, Toulouse                                                       | 23,000                                                                                  |
| April 16, 1950 | Castres Olympique                                                                       | 11-8                                                                                    | Racing Club de France                                                                   | Stade des Ponts Jumeaux, Toulouse                                                       | 25,000                                                                                  |
| 20 maj 1951    | US Carmaux                                                                              | 14-12 a.e.t.                                                                            | Stadoceste Tarbais                                                                      | Stadium Municipal, Toulouse                                                             | 39,450                                                                                  |
| 4 maj 1952     | FC Lourdes                                                                              | 20-11                                                                                   | USA Perpignan                                                                           | Stadium Municipal, Toulouse                                                             | 32,500                                                                                  |
| 17 maj 1953    | FC Lourdes                                                                              | 21-16                                                                                   | Stade Montois                                                                           | Stadium Municipal, Toulouse                                                             | 32,500                                                                                  |
| 23 maj 1954    | FC Grenoble                                                                             | 5-3                                                                                     | US Cognac                                                                               | Stadium Municipal, Toulouse                                                             | 34,230                                                                                  |
| 22 maj 1955    | USA Perpignan                                                                           | 11-6                                                                                    | FC Lourdes                                                                              | Parc Lescure, Bordeaux                                                                  | 39,764                                                                                  |
| 3 juni 1956    | FC Lourdes                                                                              | 20-0                                                                                    | US Dax                                                                                  | Stadium Municipal, Toulouse                                                             | 38,426                                                                                  |
| 26 maj 1957    | FC Lourdes                                                                              | 16-13                                                                                   | Racing Club de France                                                                   | Stade de Gerland, Lyon                                                                  | 30,000                                                                                  |
| 18 maj 1958    | FC Lourdes                                                                              | 25-8                                                                                    | SC Mazamet                                                                              | Stadium Municipal, Toulouse                                                             | 37,164                                                                                  |
| 24 maj 1959    | Racing Club de France                                                                   | 8-3                                                                                     | Stade Montois                                                                           | Parc Lescure, Bordeaux                                                                  | 31,098                                                                                  |
| 22 maj 1960    | FC Lourdes                                                                              | 14-11                                                                                   | AS Béziers                                                                              | Stadium Municipal, Toulouse                                                             | 37,200                                                                                  |
| 28 maj 1961    | AS Béziers                                                                              | 6-3                                                                                     | US Dax                                                                                  | Stade de Gerland, Lyon                                                                  | 35,000                                                                                  |
| 27 maj 1962    | SU Agen                                                                                 | 14-11                                                                                   | AS Béziers                                                                              | Stadium Municipal, Toulouse                                                             | 37,705                                                                                  |
| 2 juni 1963    | Stade Montois                                                                           | 9-6                                                                                     | US Dax                                                                                  | Parc Lescure, Bordeaux                                                                  | 39,000                                                                                  |
| 24 maj 1964    | Section Paloise                                                                         | 14-0                                                                                    | AS Béziers                                                                              | Stadium Municipal, Toulouse                                                             | 27.797                                                                                  |
| 23 maj 1965    | SU Agen                                                                                 | 15-8                                                                                    | CA Brive                                                                                | Stade de Gerland, Lyon                                                                  | 28,758                                                                                  |
| 22 maj 1966    | SU Agen                                                                                 | 9-8                                                                                     | US Dax                                                                                  | Stadium Municipal, Toulouse                                                             | 28,803                                                                                  |
| 28 maj 1967    | US Montauban                                                                            | 11-3                                                                                    | CA Béglais                                                                              | Parc Lescure, Bordeaux                                                                  | 32,115                                                                                  |
| 16 juni 1968   | FC Lourdes                                                                              | 9-9 a.e.t.                                                                              | RC Toulon                                                                               | Stadium Municipal, Toulouse                                                             | 28,526                                                                                  |
| 18 maj 1969    | CA Béglais                                                                              | 11-9                                                                                    | Stade Toulousain                                                                        | Stade de Gerland, Lyon                                                                  | 22,191                                                                                  |
| 17 maj 1970    | La Voulte Sportif                                                                       | 3-0                                                                                     | AS Montferrand                                                                          | Stadium Municipal, Toulouse                                                             | 35,000                                                                                  |
| 16 maj 1971    | AS Béziers                                                                              | 15-9 a.e.t.                                                                             | RC Toulon                                                                               | Parc Lescure, Bordeaux                                                                  | 27,737                                                                                  |
| 21 maj 1972    | AS Béziers                                                                              | 9-0                                                                                     | CA Brive                                                                                | Stade de Gerland, Lyon                                                                  | 31,161                                                                                  |
| 20 maj 1973    | Stadoceste Tarbais                                                                      | 18-12                                                                                   | US Dax                                                                                  | Stadium Municipal, Toulouse                                                             | 26,952                                                                                  |
| 12 maj 1974    | AS Béziers                                                                              | 16-14                                                                                   | RC Narbonne                                                                             | Parc des Princes, Paris                                                                 | 40,609                                                                                  |
| 18 maj 1975    | AS Béziers                                                                              | 13-12                                                                                   | CA Brive                                                                                | Parc des Princes, Paris                                                                 | 39,991                                                                                  |
| 23 maj 1976    | SU Agen                                                                                 | 13-10 a.e.t.                                                                            | AS Béziers                                                                              | Parc des Princes, Paris                                                                 | 40,300                                                                                  |
| 29 maj 1977    | AS Béziers                                                                              | 12-4                                                                                    | USA Perpignan                                                                           | Parc des Princes, Paris                                                                 | 41,821                                                                                  |
| 28 maj 1978    | AS Béziers                                                                              | 31-9                                                                                    | AS Montferrand                                                                          | Parc des Princes, Paris                                                                 | 42,004                                                                                  |
| 27 maj 1979    | RC Narbonne                                                                             | 10-0                                                                                    | Stade Bagnérais                                                                         | Parc des Princes, Paris                                                                 | 41,981                                                                                  |
| 25 maj 1980    | AS Béziers                                                                              | 10-6                                                                                    | Stade Toulousain                                                                        | Parc des Princes, Paris                                                                 | 43,350                                                                                  |
| 23 maj 1981    | AS Béziers                                                                              | 22-13                                                                                   | Stade Bagnérais                                                                         | Parc des Princes, Paris                                                                 | 44,106                                                                                  |
| 29 maj 1982    | SU Agen                                                                                 | 18-9                                                                                    | Aviron Bayonnais                                                                        | Parc des Princes, Paris                                                                 | 41,165                                                                                  |
| 28 maj 1983    | AS Béziers                                                                              | 14-6                                                                                    | RRC Nice                                                                                | Parc des Princes, Paris                                                                 | 43,100                                                                                  |
| 26 maj 1984    | AS Béziers                                                                              | 21-21 a.e.t.                                                                            | SU Agen                                                                                 | Parc des Princes, Paris                                                                 | 44,076                                                                                  |
| 25 maj 1985    | Stade Toulousain                                                                        | 36-22 a.e.t.                                                                            | RC Toulon                                                                               | Parc des Princes, Paris                                                                 | 37,000                                                                                  |
| 24 maj 1986    | Stade Toulousain                                                                        | 16-6                                                                                    | SU Agen                                                                                 | Parc des Princes, Paris                                                                 | 45,145                                                                                  |
| 22 maj 1987    | RC Toulon                                                                               | 15-12                                                                                   | Racing Club de France                                                                   | Parc des Princes, Paris                                                                 | 48,000                                                                                  |
| 28 maj 1988    | SU Agen                                                                                 | 9-3                                                                                     | Stadoceste Tarbais                                                                      | Parc des Princes, Paris                                                                 | 48,000                                                                                  |
| 27 maj 1989    | Stade Toulousain                                                                        | 18-12                                                                                   | RC Toulon                                                                               | Parc des Princes, Paris                                                                 | 48,000                                                                                  |
| 26 maj 1990    | Racing Club de France                                                                   | 22-12 a.e.t.                                                                            | SU Agen                                                                                 | Parc des Princes, Paris                                                                 | 45,069                                                                                  |
| 1 juni 1991    | CA Bordeaux-Bègles Gironde                                                              | 19-10                                                                                   | Stade Toulousain                                                                        | Parc des Princes, Paris                                                                 | 48,000                                                                                  |
| 6 juni 1992    | RC Toulon                                                                               | 19-14                                                                                   | Biarritz Olympique                                                                      | Parc des Princes, Paris                                                                 | 48,000                                                                                  |
| 5 juni 1993    | Castres Olympique                                                                       | 14-11                                                                                   | FC Grenoble                                                                             | Parc des Princes, Paris                                                                 | 48,000                                                                                  |
| 28 maj 1994    | Stade Toulousain                                                                        | 22-16                                                                                   | AS Montferrand                                                                          | Parc des Princes, Paris                                                                 | 48,000                                                                                  |
| 6 maj 1995     | Stade Toulousain                                                                        | 31-16                                                                                   | Castres Olympique                                                                       | Parc des Princes, Paris                                                                 | 48,615                                                                                  |
| 1 juni 1996    | Stade Toulousain                                                                        | 20-13                                                                                   | CA Brive                                                                                | Parc des Princes, Paris                                                                 | 48,162                                                                                  |
| 31 maj 1997    | Stade Toulousain                                                                        | 12-6                                                                                    | CS Bourgoin-Jallieu                                                                     | Parc des Princes, Paris                                                                 | 44,000                                                                                  |
| 16 maj 1998    | Stade Français                                                                          | 34-7                                                                                    | USA Perpignan                                                                           | Stade de France, Saint-Denis                                                            | 78,000                                                                                  |
| 29 maj 1999    | Stade Toulousain                                                                        | 15-11                                                                                   | AS Montferrand                                                                          | Stade de France, Saint-Denis                                                            | 78,000                                                                                  |
| 15 juli 2000   | Stade Français                                                                          | 28-23                                                                                   | US Colomiers                                                                            | Stade de France, Saint-Denis                                                            | 45,000                                                                                  |
| 9 juni 2001    | Stade Toulousain                                                                        | 34-22                                                                                   | AS Montferrand                                                                          | Stade de France, Saint-Denis                                                            | 78,000                                                                                  |
| 8 juni 2002    | Biarritz Olympique                                                                      | 25-22 a.e.t.                                                                            | SU Agen                                                                                 | Stade de France, Saint-Denis                                                            | 78,457                                                                                  |
| 7 juni 2003    | Stade Français                                                                          | 32-18                                                                                   | Stade Toulousain                                                                        | Stade de France, Saint-Denis                                                            | 78,000                                                                                  |
| 26 juni 2004   | Stade Français                                                                          | 38-20                                                                                   | USA Perpignan                                                                           | Stade de France, Saint-Denis                                                            | 79,722                                                                                  |
| 11 juni 2005   | Biarritz Olympique                                                                      | 37-34 a.e.t.                                                                            | Stade Français                                                                          | Stade de France, Saint-Denis                                                            | 79,475                                                                                  |
| 10 juni 2006   | Biarritz Olympique                                                                      | 40-13                                                                                   | Stade Toulousain                                                                        | Stade de France, Saint-Denis                                                            | 79,474                                                                                  |
| 9 juni 2007    | Stade Français                                                                          | 23-18                                                                                   | ASM Clermont Auvergne                                                                   | Stade de France, Saint-Denis                                                            | 79,654                                                                                  |
| 28 juni 2008   | Stade Toulousain                                                                        | 26-20                                                                                   | ASM Clermont Auvergne                                                                   | Stade de France, Saint-Denis                                                            | 79,275                                                                                  |
| 6 juni 2009    | USA Perpignan                                                                           | 22–13                                                                                   | ASM Clermont Auvergne                                                                   | Stade de France, Saint-Denis                                                            | 79,205                                                                                  |
| 29 maj 2010    | ASM Clermont Auvergne                                                                   | 19–6                                                                                    | USA Perpignan                                                                           | Stade de France, Saint-Denis                                                            | 79,262                                                                                  |
| 4 juni 2011    | Stade Toulousain                                                                        | 15–10                                                                                   | Montpellier Hérault RC                                                                  | Stade de France, Saint-Denis                                                            | 77,000                                                                                  |
| 9 juni 2012    | Stade Toulousain                                                                        | 18–12                                                                                   | RC Toulonnais                                                                           | Stade de France, Saint-Denis                                                            | 79,612                                                                                  |
| 1 juni 2013    | Castres Olympique                                                                       | 19–14                                                                                   | RC Toulonnais                                                                           | Stade de France, Saint-Denis                                                            | 80,033                                                                                  |
| 31 maj 2014    | RC Toulonnais                                                                           | 18–10                                                                                   | Castres Olympique                                                                       | Stade de France, Saint-Denis                                                            | 80,174                                                                                  |
| 13 juni 2015   | Stade Français                                                                          | 12–6                                                                                    | ASM Clermont Auvergne                                                                   | Stade de France, Saint-Denis                                                            | 79,000                                                                                  |
| 24 juni 2016   | Racing Métro 92                                                                         | 29–21                                                                                   | RC Toulonnais                                                                           | Camp Nou, Barcelona                                                                     | 99,124                                                                                  |
| 4 juni 2017    | ASM Clermont Auvergne                                                                   | 22–16                                                                                   | RC Toulonnais                                                                           | Stade de France, Saint-Denis                                                            | 79,771                                                                                  |
| 2 juni 2018    | Castres Olympique                                                                       | 29–13                                                                                   | Montpellier Hérault RC                                                                  | Stade de France, Saint-Denis                                                            | 78 441                                                                                  |
| 15 juni 2019   | Stade Toulousain                                                                        | 24–18                                                                                   | ASM Clermont Auvergne                                                                   | Stade de France, Saint-Denis                                                            | 79 786                                                                                  |
| 2020           | Säsongen ställdes in på grund av Covid-19-pandemin                                      | Säsongen ställdes in på grund av Covid-19-pandemin                                      | Säsongen ställdes in på grund av Covid-19-pandemin                                      | Säsongen ställdes in på grund av Covid-19-pandemin                                      | Säsongen ställdes in på grund av Covid-19-pandemin                                      |
| 25 juni 2021   | Stade Toulousain                                                                        | 18–8                                                                                    | Stade Rochelais                                                                         | Stade de France, Saint-Denis                                                            | 14 000                                                                                  |
| 24 juni 2022   | Montpellier Hérault RC                                                                  | 29–10                                                                                   | Castres Olympique                                                                       | Stade de France, Saint-Denis                                                            |                                                                                         |

### Antal mästerskapstitlar
Totalt har 27 olika klubbar blivit franska mästare genom tiderna. Flest segrar har Stade Toulousain, 21 stycken.
| Klubb                  | Titlar | År | Finaler |
| ---------------------- | ------ | --- | ------- |
| Stade Toulousain       | 21     | 1912, 1922, 1923, 1924, 1926, 1927, 1947, 1985, 1986, 1989, 1994, 1995, 1996, 1997, 1999, 2001, 2008, 2011, 2012, 2019, 2021 | 28      |
| Stade Français         | 14     | 1893, 1894, 1895, 1897, 1898, 1901, 1903, 1998, 2000, 2003, 2004, 2007, 2015                                                 | 23      |
| AS Béziers             | 11     | 1961, 1971, 1972, 1974, 1975, 1977, 1978, 1980, 1981, 1983, 1984                                                             | 15      |
| Union Bordeaux Bègles  | 9      | 1899, 1904, 1905, 1906, 1907, 1909, 1911 (7 som Stade Bordelais), 1969, 1991 (2 som CA Bordeaux-Bègles Gironde)              | 15      |
| SU Agen                | 8      | 1930, 1945, 1962, 1965, 1966, 1976, 1982, 1988                                                                               | 14      |
| FC Lourdes             | 8      | 1948, 1952, 1953, 1956, 1957, 1958, 1960, 1968                                                                               | 11      |
| USA Perpignan          | 7      | 1914, 1921, 1925, 1938, 1944, 1955, 2009                                                                                     | 16      |
| Racing Métro 92        | 6      | 1892, 1900, 1902, 1959, 1990, 2016                                                                                           | 13      |
| Biarritz Olympique     | 5      | 1935, 1939, 2002, 2005, 2006                                                                                                 | 8       |
| Castres Olympique      | 5      | 1949, 1950, 1993, 2013, 2018                                                                                                 | 8       |
| RC Toulonnais          | 4      | 1931, 1987, 1992, 2014 | 11      |
| Aviron Bayonnais       | 3      | 1913, 1934, 1943 | 7       |
| Section Paloise        | 3      | 1928, 1946, 1964 | 3       |
| Stadoceste tarbais     | 2      | 1920, 1973 | 5       |
| ASM Clermont Auvergne  | 2      | 2010, 2017 | 14      |
| RC Narbonne            | 2      | 1936, 1979 | 5       |
| Lyon OU                | 2      | 1932, 1933 | 3       |
| Stade montois          | 1      | 1963 | 4       |
| Olympique de Paris     | 1      | 1896 | 3       |
| US Quillan             | 1      | 1929 | 3       |
| Montpellier Hérault RC | 1      | 2022 | 3       |
| FC Grenoble            | 1      | 1954 | 2       |
| FC Lyon                | 1      | 1910 | 1       |
| CS Vienne              | 1      | 1937 | 1       |
| US Carmaux             | 1      | 1951 | 1       |
| US Montauban           | 1      | 1967 | 1       |
| La Voulte sportif      | 1      | 1970 | 1       |